# Les Gens de Dublin (Joyce)
Pour les articles homonymes, voir Gens de Dublin.
Gens de Dublin, Les Gens de Dublin ou Dublinois (Dubliners) est un recueil de nouvelles publiées en 1914 qui préfigure l'œuvre monumentale dans laquelle, bientôt exilé volontaire, James Joyce ne cessera jamais d'évoquer sa ville natale de Dublin. Imprégnées tantôt de dérision, tantôt de sadisme latent, de brutalité ou d'humour, leur modernisme tient surtout au regard détaché, ironique, parfois cruel, mais toujours implacablement lucide, que l'écrivain pose sur ses personnages. Car ces derniers ne sont, en définitive, que le produit d'une société dont il évoque les frustrations, issues d'un étroit conformisme social et religieux.
Bien que plusieurs œuvres de James Joyce illustrent la riche tradition de l'Église catholique romaine, la nouvelle Araby conte sa désaffection envers l'Église et la perte de sa foi. 
La dernière histoire, la plus connue, Les Morts, a été mise en scène par John Huston dans son dernier film achevé en 1987, Gens de Dublin (The Dead).
Il existe au moins cinq traductions françaises, celle d’Yva Fernandez, en collaboration avec Hélène du Pasquier et Jacques-Paul Reynaud, ainsi que celles de Jean-Noël Vuarnet, de Pierre Nordon, de Benoît Tadié et, dans la Bibliothèque de la Pléiade, de Jacques Aubert.

## Liste des quinze nouvelles du recueil
La présence du signe / indique diverses possibilités de traduction selon les éditions.
- Les Sœurs (The Sisters)
- Une rencontre (An Encounter)
- Arabie (Araby)
- Eveline (Eveline)
- Après la course (After the Race)
- Deux galants (Two Galants)
- La Pension de famille (The Boarding House)
- Un petit nuage (A Little Cloud)
- Contreparties / Correspondances (Counterparts)
- Cendres / Argile (Clay)
- Pénible Incident / Un cas douloureux (A Painful Case)
- On se réunira le 6 octobre / Ivy Day dans la salle des Commissions (Ivy Day in the Committee Room)
- Une mère (A Mother)
- La Grâce / De par la grâce (Grace)
- Le Mort / Les Morts (The Dead)

## Sort de l'édition originale
Valéry Larbaud a préfacé Gens de Dublin. Dans ce texte écrit en 1921, il raconte que l'édition originale fut entièrement brûlée dans l'imprimerie par un mystérieux personnage qui avait acheté en bloc cette première édition et dont James Joyce n'obtint qu'un seul exemplaire.

## Éditions françaises

### Éditions complètes
- Traduction complète par Yva Fernandez, Hélène du Pasquier et Jacques-Paul Reynaud. Préface par Valery Larbaud.
  - Plon-Nourrit & Cie, coll. « Auteurs étrangers », 1926
  - Le Livre de Poche n° 956/957, 1963
  - Presses Pocket n° 1935, 1980
- Traduction de Jacques Aubert. Préface de Valery Larbaud
  - Gallimard, coll. « Du monde entier », 1974
  - Gallimard, Bibliothèque de la Pléiade n° 300, Œuvres, tome I : 1901-1915, 1982
  - Gallimard, Folio n° 2439, 1993
- Traduction et présentation par Benoît Tadié
  - Flammarion, GF n° 709, 1994

### Éditions bilingues partielles
- Traduction par Jean-Noël Vuarnet. Préface par Hélène Cixous. Contient Les morts et Contreparties.
  - Aubier-Flammarion, coll. en bilingue n° 57, 1974
- Traduction et présentation par Pierre Nordon
  - Librairie générale française, coll. « Les langues modernes », 1994
- Traduction par Lionel Dahan. Contient Les sœurs, Eveline, La pension de famille et Tragique accident.
  - Pocket n° 12785, coll. « Langues pour tous », 2013

## Adaptation cinématographique
- 1987 : Gens de Dublin (The Dead), film américano-britannique réalisé par John Huston, adaptation de Les Morts (The Dead), dernière nouvelle du recueil Les Gens de Dublin (Dubliners).

## Adaptation à la scène
- 1999 : James Joyce's The Dead (en), comédie musicale adaptée de la nouvelle Les Morts (The Dead) par Richard Nelson (en) et Shaun Davey[4], nommée et primée aux Tony Awards et aux Drama Desk Awards.